# Elionor de Comenge
Elionor de Comenge (? - 16 de maig de 1365) era la vuitena filla del comte Bernat VII de Comenge i Laura de Montfort. Es casà amb Gastó II de Foix, comte de Foix i vescomte de Bearn i Marsan, el 1325 i foren els pares de Gastó III de Foix conegut amb el sobrenom de Gastó Febus, el vescomte de Bearn que establí aquest territori com a país sobirà. Aportà com a dot pel seu matrimoni la sobirania del comtat de Bigorra i la senyoria de la Terra Baixa d'Albi.
El 1343, a la mort del seu espòs, el testament d'aquest la feu regenta fins als catorze anys del seu fill, defensant els estats de Foix-Bearn dels intents d'apoderar-se'n per part de les cases d'Armanyac i de Comenge. Recorregueren tots els seus estats obligant al reconeixement com a sobirà del seu fill. Així, els nobles del país de Foix reteren homenatge a “Alienors de Convenis comitissa ac vicecomitissa”, viuda de “Gasto comes Fuxi ac vicecomes Bearnii ac Marciani”, amb data de 28 de desembre de 1345.
Fou enterrada a l'abadia de les Salenques, fundada al país de Foix per ella mateixa i el seu fill.